# Oorlogsherdenkingsmunt voor het jaar 1813 (Pruisen)
De Oorlogsherdenkingsmunt voor het Jaar 1813, (Duits: "Kriegs-Denkmünze für 1813") is de oudste van een serie herdenkingsmunten van het Koninkrijk Pruisen. Ook in 1814, 1813/1814, 1815, 1864 en 1870/1871 werden dergelijke miunten geslagen. Ze werden als medailles aan de lint op de linkerborst gedragen. 
In Pruisen werden de triomferend terugkerende soldaten bij terugkeer gedecoreerd. Dat was niet in ieder land het geval. Veel van de Duitse en Europese vorsten nog verre van democratisch, sommigen stelden nu voor het eerst medailles in voor de soldaten, in voorgaande campagnes werden alleen de officieren een onderscheiding waardig geacht. Landen als het Hertogdom Brunswijk en het Verenigd Koninkrijk decoreerden alle veteranen van de gevechten bij Waterloo en Quattre Bras. In het zeer conservatieve Mecklenburg-Schwerin gebeurde dat pas in 1841 met een Oorlogsherdenkingsmunt. Nederland stelde pas in 1863 een Zilveren Herdenkingskruis 1813-1815 in. 
De munt is rond en op de voorzijde staat binnen het rondschrift "GOTT WAR MIT UNS IHM SEI DIE EHRE" het gekroonde monogram van Friedrich Wilhelm I. Onder het monogram staat de opdracht "PREUßENS TAPFERM KRIEGERN". 
Op de keerzijde is een Pruisisch vaandel met kruis, stralen, krans uit lauweren en eikenblaren en het jaartal "1813" afgebeeld.Er zijn twee medailles geslagen; een met scherpe kanten aan het kruis en een met afgeronde armen.
Het lint is oranjerood met een brede wit en zwarte bies.